# زار (رود)
زار یا سار رودی است به موزل (رود) می‌ریزد. این رود از کشورهای فرانسه و آلمان می‌گذرد. طولش حدود ۲۴۶ کیلومتر است.